# Treban
Treban település Franciaországban, Allier megyében. Lakosainak száma 376 fő (2022. január 1.). Treban Bresnay, Cressanges, Laféline, Meillard, Le Theil és Tronget községekkel határos.

## Népesség
A település népessége az elmúlt években az alábbi módon változott:
| Lakosok száma | 572  | 414  | 386  | 390  | 401  | 401  | 387  | 379  | 381  | 376  |
|               | 1968 | 1982 | 1990 | 2006 | 2013 | 2015 | 2017 | 2019 | 2020 | 2022 |